# Франсиско Тарега
Франсиско де Асис Тарега Ейшеа (21 ноември 1852 г. – 15 декември 1909 г.) е испански композитор и класически китарист, чието творчество се причислява към късния романтизъм. Той е известен с произведения като Capricho Árabe и Recuerdos de la Alhambra.

## Биография
Тарега е роден на 21 ноември 1852 г. във Виляреал, провинция Кастелон, Испания. Говори се, че бащата на Франциско е свирил фламенко и някои други музикални стилове на китарата си. Докато баща му отсъствал и работел като пазач в манастира Сан Паскуал, Тарега е вземал китарата му и се е опитвал да пресъздава красивите мелодии, които е чувал. Прякорът на Франсиско като дете е Куикет.
Като дете той бяга от бавачката си и пада в напоителен канал, където наранява очите си. Страхувайки се, че синът му може напълно да загуби зрението си, баща му премества семейството в Кастелон де ла Плана, където записва Тарега на уроци по музика. Идеята му е, че като музикант Франсиско ще може да изкарва прехраната си, дори и да ослепее. Първите му двама учители по музика, Еугени Руис и Мануел Гонсалес, например са били слепи.
През 1862 г. концертният китарист Хулиан Аркас на турне в Кастелон чува младия Тарега да свири и съветва баща му да позволи на Франсиско да дойде в Барселона, за да учи с него. Бащата на Тарега се съгласява, но настоява синът му също да взима уроци по пиано. Китарата се е приемала повече като инструмент за акомпаниране на певци, за разлика от пианото, което е било доста по-популярно в цяла Европа. В крайна сметка обаче Тарега трябвало да спре уроците си малко след заминаването си, защото Аркас изнасял концертно турне в чужбина. Въпреки че Тарега е бил само на десет години, той бяга от дома си в Барселона и се опитва да започне музикална кариера сам, заработвайки като музкикант в Барселонските кафенета и ресторанти. Скоро той бива намерен и върнат при баща си, който трябвало да направи големи жертви, за да подобри музикалното образование на сина си.
Три години по-късно, през 1865 г., той отново бяга, този път във Валенсия, където се присъединява към ромско семейство. Баща му го търси и го връща още веднъж, но той пак бяга - за трети път, отново във Валенсия. В ранните си тийнейджърски години Тарега вече владее както пианото, така и китарата. За известно време той свири с други музиканти на повикване, за да печели пари, но в крайна сметка се завръща у дома, за да помогне на семейството си.
Тарега постъпва в Мадридската кралска консерватория през 1874 г. под спонсорството на богат търговец на име Антонио Канеса, който донася със себе си наскоро купена китара, произведена в Севиля от Антонио де Торес. В консерваторията Тарега учи композиция при Емилио Ариета, който го убеждава да се съсредоточи върху китарата и да изостави идеята за кариера с пиано.
До края на 1870 г. Тарега преподава китара ( Емилио Пухол, Мигел Лобет и Даниел Фортеа са негови ученици) и изнася редовни концерти. Тарега получава много признание за свиренето си и започва да пътува до други области на Испания, за да изнася концерти. По това време той композира първите си произведения за китара, които свири в допълнение към произведения на други композитори.
През зимата на 1880 г. Тарега замества своя приятел Луис де Сория на концерт в Новелда, Аликанте, където след концерта важен човек в града го моли да изслуша дъщеря му, Мария Хосе Ризо, която се учи да свири на китара - бъдещата му годеница.
През 1881 г. Тарега свири в оперния театър в Лион и след това в парижкия Одеон по случай двестагодишнината от смъртта на Педро Калдерон де ла Барка . Свири и в Лондон, където споделя, че не му харесва нито езика, нито времето. Има история за посещението му в Англия: след концерт някои хора видели, че музикантът е в лошо настроение. — Какво има, маестро? – попитали го те. „Липсва ли ти домът? Може би семейството ти?“ Те го посъветвали да улови този момент на тъга в музиката си. Така той замисля темата на една от най-запомнящите си творби, Lágrima (сълза). След като свири в Лондон, той се завръща в Новелда за сватбата си. На Коледа 1882 г. Тарега се жени за Мария Хосе Ризо.
За да разшири репертоара си на китара и да използва значителните си познания по клавирна музика, той скоро започва да преписва произведения за пиано на Бетовен, Шопен, Менделсон и други. Тарега и съпругата му се преместват в Мадрид, изкарвайки прехраната си, като преподават частно и свирят на концерти, но след смъртта на малката им дъщеря през зимата, Мария Хосефа де лос Анхелес Тарега Ризо, те се установяват за постоянно в Барселона през 1885 г. Сред приятелите му в Барселона са Исак Албенис, Енрике Гранадос, Хоакин Турина и Пау Касалс .
На Франсиско Тарега и Мария Хосе (Мария Хосефа) Ризо се раждат още три деца: Пакито (Франсиско), Мария Росатия (Мария Розалия) (най-известна като Мариета) и Консепсион. Скоро след това на концертно турне във Валенсия, Тарега се запознава с богаташката Консепсион Гомес де Якоби, която му става ценен покровител. Тя позволява на него и семейството му да използват част от къщата й извън Барселона. По-късно тя го завежда в Гранада, градът вдъхновявил китариста да напише Recuerdos de la Alhambra. Първоначално посвещава творбата на Concepción през 1899 г. със заглавието „A Granada“. По-късно обаче посвещава преработена публикувана версия на това произведение на Алфред Котин, френския китарист, когото среща в Париж, докато участва в концерт при посещение, придружено и почти сигурно спонсорирано от Гомес де Якоби.
От края на 1880-те до 1903 г. Тарега продължава да композира и пътува, но ограничава концертите си в рамките на Испания. През 1900 г. Тарега посещава Алжир, където се казва, че чул повтарящ се ритъм, изсвирен на арабски барабан, и на следващата сутрин композирал Danza Mora въз основа на този ритъм. През около 1902 г. той изрязва ноктите си и създава звук, който по-късно ще бъде свързван с неговото училище. На следващата година заминава на турне в Италия, като свири в Рим, Неапол и Милано.
През януари 1906 г. той е засегнат от парализа на дясната си страна и въпреки това се връща към представленията, той никога не се възстановява напълно. Той завършва последната си композиция, Oremus, на 2 декември 1909 г. Умира в Барселона тринадесет дни по-късно, на 15 декември, на 57-годишна възраст.
Тарега композира музика в романтичен стил на европейските композитори от 19-ти век. Обучението му в консерватория и познаването на съвременните класически жанрове и техники са очевидни в неговите композиции и транскрипции; те са по-сложни от тези на испанските китаристи-композитори от предишното поколение и неговите съвременници, например Магин Алегре, Томас Дамас, Хулиан Аркас, Хосе Виняс и Хосе Ферер.
Виртуоз на инструмента си, той е известен като " Сарасате на китарата", въпреки че Тарега предпочита малките интимни изпълнения пред концертната сцена.
Смята се, че Tárrega е основоположник на класическата китара от 20-ти век и благодарение на неговия принос китарата започва да се възприема като рецитален инструмент.
Въпреки че през живота му са публикувани само 19 оригинални композиции, Франсиско Тарега композира приблизително 80 оригинални произведения и 120 транскрипции – предимно за негова собствена употреба и за тази на неговите ученици. Повечето от по-късно публикуваните му произведения са редактирани от други хора и често са променяни. Предпочитаните от него жанрове са характерни пиеси (няколко с испански, мавритански и арабски алюзии), включително прелюдии, етюди, капризи, серенади и танци.
Той преписва много произведения от пиано (бил е способен клавирист), цигулка и оперен репертоар. Както някои от неговите испански съвременници, като например приятелят му Исак Албениз, Тарега е имал интерес към комбинирането на преобладаващия романтичен стил в класическата музика с испански фолклорни елементи. Транскрибира няколко от пиесите на Албениз от пиано за китара.
Той също така е композиторът на Gran Vals, откъс от който е използван в мелодията на Nokia, мелодията по подразбиране на телефоните Nokia . Появява се на тези телефони в различни стилове и инструменти; например телефони от 2002 г. до 2007 г. включват изпълнения на базата на пиано, докато телефоните, пуснати през 2008 г. до 2010 г., включват вдъхновено от фолклора изпълнение на китара.
През 2015 г. италианският виолист Марко Мисяня публикува аранжиментите си за соло виола на Танго, Капричо арабе и Рекуердос де ла Алхамбра . 
Китарите, използвани от Тарега, включват:
- Enrique Garcia, n°74 (1906) – Този инструмент е подарен от Тарега на неговия приятел Алфред Котин, на когото той посвещава композицията Recuerdos de la Alhambra. След това става официална китара на "Les Amis de la Guitare", кръг от парижки китаристи, където на нея свири Джанго Райнхард, наред с други. През 2019 г. Kyuhee Park записаха видеоклип на Recuerdos de la Alhambra на тази китара. (Вижте външна връзка) [2]
- Torres, FE 17 (1869) – Това е китарата, която е дадена на 17-годишния Francisco Tárrega лично от Torres, след като го е чул да свири.
- Торес, SE 49 (1883)
- Торес, SE 114 (1888); в колекцията на Шелдън Урлик [3] [4]

1. ↑  Viola Virtuosa Albéniz, Tárrega, Sor Vier Solo Transkriptionen aus Spanien //  partitura-verlag.com.    Архивиран от оригинала на 2023-03-19. Посетен на 19 March 2023.
2. ↑  Kyuhee Park | Recuerdos de la Alhambra (F. Tárrega) //  YouTube.   Посетен на 29 April 2023.
3. ↑  Photo of a Torres guitar used by Tárrega //  www.flickr.com.   Посетен на 29 April 2023.
4. ↑  Photo //  www.luth.org.    Архивиран от оригинала на 2010-11-26. Посетен на 2024-04-23.: "Jeff Elliott (left) restored these important guitars by Gonzalez and Torres. They are owned by Shel Urlik (centre) and were played by Kenton Youngstrom (right.)" (source Архив на оригинала от 15 декември 2009 в Wayback Machine.)

- Diccionario biográfico–bibliográfico—histórico: crítico de guitarras (afines instrumentos), guitarristas (profesores–compositores–concertistas–lahudistas–amators), guitarreros (luthiers). Danzas y cantos—терминология от Доминго Прат (Буенос Айрес: Ромеро и Фернандес [1934]
- Tárrega. Ensayo biográfico от Emilio Pujol (Лисабон: Talleres Gráficos de Ramos, Afonso & Moita, LDA, 1960/ Валенсия: Artes Gráficas Soler. SA, 1978).
- Francisco Tárrega Biografía Oficial от Адриан Риус Еспинос, публикувана от Ayuntamiento de Vila-Real,ISBN 84-88331-82-7
- Concepción Gómez de Jacoby: Енигматичният покровител на Tárrega и Recuerdos de la Alhambra от David J. Buch ( http://michaelorenz.blogspot.com/2020/11/concepcion-gomez-de-jacoby-tarregas.html )
- Francisco Tárrega – Selección de Obras от Adrián Rius Espinós (включва CD с исторически записи от Josefina Robledo; пример: „ Capricho árabe “, публикувано от Excmo. Ayuntamiento de Vila-Real и Instituto Valenciano de la Música
- Francisco Tárrega, Werden und Wirkung Архив на оригинала от 2022-01-18 в Wayback Machine. от Wolf Moser, публикувано от Edition Saint-Georges.ISBN 3-00-012750-XISBN 3-00-012750-X .
- Francisco Tárrega, Complete Guitar Works by Michel Beauchamp, редактирано от Productions d'Oz.ISBN 978-2-89655-079-1ISBN 978-2-89655-079-1
- Francisco Tárrega y la guitarra en Espana entre 1830 y 1960 от Wolf Moser, публикувано от Piles Editorial de Música SAISBN 978-84-96814-34-9
- Francisco Tárrega, Collected Guitar Works, препечатки на ранни издания, от Rafael Andia, Chanterelle 1001 и 1002.ISBN 3-89044-125-4ISBN 3-89044-125-4